# James Patrick Kelly
James Patrick Kelly (Mineola, New York, 1951. április 11. –) többszörös Hugo- és Nebula-díjas amerikai sci-fi-író, költő, szerkesztő.

## Élete
A Notre Dame Egyetemen szerzett magna cum laude diplomát angol irodalomból 1972-ben. 1975-ben New Hampshire-be költözött, jelenleg is itt él, Nottinghamben feleségével, Pamelával. Első kiadott műve, a Dea Ex Machina című novella 1975-ben jelent meg. 1977 óta főállású író. 1998 óta állandó rovata van az Asimov’s Science Fiction magazinban, On The Net címmel. Legújabban, két éve szerkesztőként is tevékenykedik, már két antológiát is megjelentetett barátjával és írótársával, John Kessellel közösen.
Műveit számos díjra jelölték. A Dinoszaurusz-logika (Think Like a Dinosaur) és a 1016 to 1 című novellája elnyerte a Hugo-díjat, Burn című kisregénye pedig a Nebula-díjat.
Magyarul a Ha elvakít a nap (Look into the Sun) című regénye, valamint néhány novellája jelent meg.

## Művei

### Regények
- Planet of Whispers (1984) (James P. Kelly néven)
- Freedom Beach (1985) (John Kessellel)
- Look into the Sun (Ha elvakít a nap) (1989)
- Wildlife (1994)

### Kisregények
- The Wreck of the Godspeed (2004)
- Burn (2005)

### Novelláskötetek
- Heroines (1990)
- Think Like a Dinosaur and Other Stories (1997)
- Strange But Not a Stranger (2002)
- The Wreck of the Godspeed and Other Stories (2008)

### Novellák
- Dea Ex Machina (1975) (mint James Kelly)
- Death Therapy (1978)
- Not To The Swift (1979)
- Flight of Fancy (1979)
- The Fear That Men Call Courage (1980)
- Identity Crisis (1981)
- Homo Neuter (1981)
- Last Contact (1981)
- In Memory of (1982)
- Still Time (1983)
- The Cruelest Month (1983)
- The Empty World (1984)
- Friend (1984) (John Kessellel)
- The F&SF Diet (1984)
- Saint Theresa of the Aliens (1984)
- Freedom Beach (1984) (John Kessellel)
- Crow (1984)
- Solstice (1985)
- The Last (1985)
- The Prisoner of Chillon (1986)
- Rat (1986)
- Glass Cloud (1987)
- Heroics (1987)
- Daemon (1987)
- Home Front (1988)
- Dancing with the Chairs (1989)
- Faith (1989)
- Pogrom (Félelem) (1990)
- The Propagation of Light in a Vacuum (A fény terjedése vákuumban) (1990)
- Mr. Boy (1990)
- Standing in Line with Mister Jimmy (1991)
- Monsters (1992)
- Chemistry (1993)
- Grandfather Christmas (1994) with Robert Frazier
- Big Guy (1994)
- Think Like a Dinosaur (Dinoszaurusz-logika) (1995)
- The True History of the End of the World (1995) (Jonathan Lethemmel és John Kessellel)
- Breakaway, Backdown (Elszakadás, visszatérés) (1996)
- Why the Bridge Stopped Singing (1996)
- The First Law of Thermodynamics (1996)
- Making Good Time (1997) (Rachel Pollackkal, Pat Cadigannel és Nancy Kresszel)
- Itsy Bitsy Spider (1997)
- Fruitcake Theory (1998)
- Lovestory (1998)
- Bierhorst, R. G., Seera, B. L., and Jannifer, R. P. "Proof of the Existence of God and an Afterlife." Journal of Experimental Psychology. Volume 95, Spring, 2007, Pages 32-36 (1998)
- 1016 to 1 (1999)
- Ninety Percent of Everything (1999) (Jonathan Lethemmel és John Kessellel)
- Feel the Zaz (2000)
- Unique Visitors (2001)
- Undone (2001)
- The Pyramid of Amirah (2002)
- Hubris (2002)
- Luck (2002)
- Candy Art (2002)
- Proof of the Existence of God (2002)
- The Ice Is Singing (2003)
- Mother (2003)
- Bernardo's House (2003)
- Men are Trouble (2004)
- The Dark Side of Town (2004)
- Serpent (2004)
- The Best Christmas Ever (A legszebb karácsony) (2004)
- The Edge of Nowhere (2005)
- Barry Westphall Crashes the Singularity (2005)
- The Leila Torn Show (2006)
- Don't Stop (2007)
- Dividing the Sustain (2007)
- Small Skirmish in the Culture War (2007) (Mike Resnickkel)
- Surprise Party (2008)
- Going Deep (2009)

### Antológiák
- Feeling Very Strange: The Slipstream Anthology (John Kessellel) (2006)
- Rewired: The Post-Cyberpunk Anthology (2007) (John Kessellel)

### Költemények
- Sea Change (1982)
- Lepidopteran (1988)
- Turning into Animals (1989)
- Afterlife (1989)
- Spellbound (1990)
- Christmas Father (1991) (Robert Frazierrel)
- The Physicist, Falling (1992)
- The Two Cultures (for John Swope) (1992)
- Looking Glass (1992) (Robert Frazierrel)
- Frakenfood (1993)
- Christmas Morning, 2015 (1995)
- Eating the Mystery (1998) (Robert Frazierrel)
- All I Want for Christmas (2001) (Robert Frazierrel)
- Spamology (2003)

## Magyarul
- Ha elvakít a nap. Science fiction; ford. Prince-L Pénzügyi- és Gazdasági Befektetési Tanácsadó Bt.; Lap-ics, Debrecen, 1992